# Abdullah Al-Rashidi
Abdullah Al-Rashidi (arab. ‏عبد الله الرشيدي‎; ur. 21 sierpnia 1963 w Kuwejcie) – kuwejcki strzelec specjalizujący się w skeecie, brązowy medalista igrzysk olimpijskich, wielokrotny medalista igrzysk azjatyckich.
Ma syna Talala specjalizującego się w trapie. Razem wystąpili podczas letnich igrzysk olimpijskich w 2012 roku w Londynie.

## Igrzyska olimpijskie
Na igrzyskach zadebiutował podczas igrzysk w 1996 roku w Atlancie, zajmując w skeecie 42. miejsce. Cztery lata później w Sydney został sklasyfikowany na 14. pozycji. W 2004 roku na igrzyskach olimpijskich w Atenach osiągnął najlepszy dotąd wynik, będąc ostatecznie na 9. miejscu. Po czterech latach powtórzył ten sukces. Podczas igrzysk w 2012 roku w Londynie zajął 12. pozycję. Na następnych igrzyskach w Rio de Janeiro, reprezentując niezależnych sportowców olimpijskich, zdobył brązowy medal, pokonując w walce o trzecie miejsce Mykołę Milczewa z Ukrainy.
| Igrzyska | Miejscowość    | Konkurencja | Kwalifikacje | Kwalifikacje | Półfinał | Półfinał | Finał | Finał   |
| Igrzyska | Miejscowość    | Konkurencja | Wynik        | Pozycja      | Wynik    | Pozycja  | Wynik | Pozycja |
| -------- | -------------- | ----------- | ------------ | ------------ | -------- | -------- | ----- | ------- |
| IO 1996  | Atlanta        | Skeet       | 115          | 42.          | —        | —        | NQ    | NQ      |
| IO 2000  | Sydney         | Skeet       | 121          | 14.          | —        | —        | NQ    | NQ      |
| IO 2004  | Ateny          | Skeet       | 121          | 9.           | —        | —        | NQ    | NQ      |
| IO 2008  | Pekin          | Skeet       | 118          | 9.           | —        | —        | NQ    | NQ      |
| IO 2012  | Londyn         | Skeet       | 116          | 21.          | —        | —        | NQ    | NQ      |
| IO 2016  | Rio de Janeiro | Skeet       | 123          | 1. Q         | 14       | 4. BM    | 16    | brąz    |